# 微笑みから始めよう
「微笑みから始めよう」（ほほえみからはじめよう）はBEREEVEの7枚目のシングル。

## 内容
ポニーキャニオン在籍最後のシングル。
石井ヒトシがアーティスト・作家名の石井直人名義は本作で最後となった。

## タイアップ
- 「微笑みから始めよう」…テレビ朝日系「目撃!ドキュン」エンディング・テーマ。
- 「LET'S MOVE ON」…ミズノ「スーパースター」コマーシャルソング。

## 収録曲
全曲　作詞：冴木裕志・室井美樹　作曲：石井直人　編曲：神長弘一・BEREEVE
1. 微笑みから始めよう
2. LET'S MOVE ON
3. 微笑みから始めよう (オフヴォーカル)
4. LET'S MOVE ON (オフヴォーカル)

## レコーディング参加
- 神長弘一 - ギター
- 三柴理 - シンセサイザー(#2)[4]